# Kim Jin-ya
Kim Jin-ya (김진야?; Incheon, 30 giugno 1998) è un calciatore sudcoreano, difensore del Seoul.

## Caratteristiche tecniche
È un terzino sinistro.

## Carriera

### Club
Cresciuto nel settore giovanile dell'Incheon Utd, debutta in prima squadra il 18 marzo 2017 in occasione dell'incontro di K League 1 vinto 2-1 contro il Jeonbuk Hyundai. Nel 2020 passa a titolo definitivo al Seoul.

### Nazionale
Ha giocato nelle nazionali giovanili sudcoreane Under-17 ed Under-23.
Nel 2021 viene convocato dalla nazionale olimpica sudcoreana per prendere parte alle Olimpiadi di Tokyo. Debutta il 28 luglio in occasione del match vinto 6-0 contro l'Honduras.

## Statistiche
Statistiche aggiornate al 28 luglio 2021.

### Presenze e reti nei club
| Stagione        | Squadra         | Campionato      | Campionato | Campionato | Coppe nazionali | Coppe nazionali | Coppe nazionali | Coppe continentali | Coppe continentali | Coppe continentali | Altre coppe | Altre coppe | Altre coppe | Totale | Totale | Totale |
| Stagione        | Squadra         | Comp            | Pres       | Reti       | Comp            | Pres            | Reti            | Comp               | Pres               | Reti               | Comp        | Pres        | Reti        | Pres   | Reti   |        |
| --------------- | --------------- | --------------- | ---------- | ---------- | --------------- | --------------- | --------------- | ------------------ | ------------------ | ------------------ | ----------- | ----------- | ----------- | ------ | ------ | ------ |
| 2017            | Incheon Utd     | KL1             | 16         | 0          | CC              | 0               | 0               |                    | -                  | -                  |             | -           | -           | 16     | 0      |        |
| 2018            | Incheon Utd     | KL1             | 25         | 1          | CC              | 0               | 0               |                    | -                  | -                  |             | -           | -           | 25     | 1      |        |
| 2019            | Incheon Utd     | KL1             | 32         | 0          | CC              | 1               | 0               |                    | -                  | -                  |             | -           | -           | 33     | 0      |        |
| 2020            | Seoul           | KL1             | 24         | 0          | CC              | 2               | 0               | ACL                | 2                  | 0                  |             | -           | -           | 28     | 0      |        |
| 2021            | Seoul           | KL1             | 10         | 0          | CC              | 1               | 0               |                    | -                  | -                  |             | -           | -           | 11     | 0      |        |
| Totale carriera | Totale carriera | Totale carriera | 107        | 1          |                 | 4               | 0               |                    | 2                  | 0                  |             | -           | -           | 113    | 1      |        |